# Bakuła (nazwisko)
Bakuła (forma żeńska: Bakuła, liczba mnoga: Bakułowie) – polskie nazwisko.

## Etymologia nazwiska
Powstało od staropolskiego bakuła – bajarz, gaduła; być może od bak – krzyk, bakać – łajać, krzyczeć.

## Demografia
Na początku lat 90. XX wieku w Polsce mieszkało 1577 osób o tym nazwisku, najwięcej w dawnym województwie: ostrołęckim - 562, warszawskim - 252 i olsztyńskim - 171. W 2002 roku według bazy PESEL mieszkały w Polsce około 1993 osoby o nazwisku Bakuła, najwięcej w powiatach ostrołęckim i mińskim.